# Țărkva, Dobrici
Țărkva (în bulgară Църква, în română Alaclisi) este un sat în comuna Balcik, regiunea Dobrici, Dobrogea de Sud, Bulgaria. 
Între anii 1913-1940 a făcut parte din plasa Balcic a județului Caliacra, România. Localitatea e situată în „Valea fără iarnă” (Valea Batovei).
Vasile Stroescu în lucrarea Dobrogea nouă pe căile străbunilor nota: Alaclise (Biserica zugrăvită), cel mai vechi sat din împrejurimi. Se spune că acum 500 ani, un cioban Alecxe și-ar fi făcut o stâna și după el au mai venit și alți ciobani, întemeindu-se satul. Unii bătrâni spun ca în vechime în sat era o biserica de altă culoare, ca celalte cladiri. "Alesceninclise", de unde cu timpul s-a transformat în Alaclise. La răsărit spre Teche se afla Tăușan Tepe (Movila iepurelul), Câzlar tepe (Movila fetelor); la miazăzi Kiciuc cara tepe (Mica movilă neagra), Chertic tepe (Movila scobită) și Șarap iolu (Drumul vinului), la miazănoapte Iurtluc borun, la apus Iori dermen, Căzănischite colibi (Colibile cazaniștilor). Movile mai însemnate: la răsărit Cinghine tepe, la apus Curutepe, la miazănoapte Ciobantepe. La sud trece Batova, vechiul Zyras. Pe lânga Batova, pe unde curge râul cu același nume, mai sunt: Mocanschi grobiște, vale unde au fost omorâți de hoți niște mocani, acum vreo 50 ani, Dulapischite pătechi său Eveclerschiti pătechi cu direcția de est-nordest și Hamzalarschiti pătechi (canarale). Se învecineaza la rasărit cu Evecler, la apus cu Ceatalar, la miazănoapte Hamzalar și la miazăzi Teke.

## Demografie
Componența etnică a satului Țărkva
     Bulgari (88,67%)
     Nicio identificare (11,32%)
     Altele (0%)
La recensământul din 2011, populația satului Țărkva era de 362 locuitori. Din punct de vedere etnic, majoritatea locuitorilor (88,67%) erau bulgari. Pentru 11,32% din locuitori nu este cunoscută apartenența etnică.